# Пані в бузковому
«Пані в бузковому» — портретний ескіз російсько-американського художника Фешина Миколи Івановича (1881—1955).

## Учень Рєпина і феноменальний портретист
Микола Фешин народився у місті Казань 26 листопада 1881 року. Він походив з родини різьбяра іконостасів Івана Олександровича Фешина, батько мав в місті власну майстерню. Батько був родом з міста Арзамас Ніжегородської губернії. А родичи похододили з села Пушкарка, заснованого в 16 столітті висланими з Москви бунтівними артилеристами.
До художньої кар'єри хлопця привчав батько. Тому Микола Фешин був не тільки художником та графіком, а й скульптором та майстром різьби по дереву. Так, в портрети пані Ошустович 1916 року художник подав даму на тлі шафи, розкішно декорованої різьбою. Хлопець ще з шести років опановував і малював орнаменти. 1895 року в Казані заснували художню школу. За наполяганям батька, здібний Микола потрапив в перший набір учнів. По закінченні школи, Микола Фешин 1900 року перебрався в Санкт-Петербург, де став студентом Імператорської Академії мисецтв. Студент походив з бідної родини, тому не вносив платні за навчання і харчувався в їдальні безкоштовно. Це відбилось на звичках митця, котрий відрізнявся непристосованістю до побуту і роками так і не опанував куховарство. Навпаки, його успіхи в живопису були надзвичайні. Відкрились значні колористичні здібності учня та хист до створння портретів. В Академії його вважали другим Філіпом Малявіним.
З 1903 року він працює в майстерні Рєпіна. На обдарованого учня звернув увагу голова майстерні, котрий вважав Фешина серед найкращих. Але стосунки немолодого Іллі Рєпіна та Миколи Фешина були складними, дослідники стверджують, що Рєпін не полюбляв Фешина. Представник нового покоління митців, Фешин швидко засвоїв манеру малювання широким мазком, розповсюджену серед представників доби європейської сецесії. Серед них - росіянин Костянтин Коровін, швед Андерс Цорн, хоча у Цорна — мало приємні фарби. Манеру використовувати широкий мазок в потрібних місцях мав і український художник Мурашко Олександр Олександрович. З часом більш розкутою і імпресіоністичною ставала художня манера і самого Іллі Рєпіна, темперамент якого, однак, зменшувався з часом. 

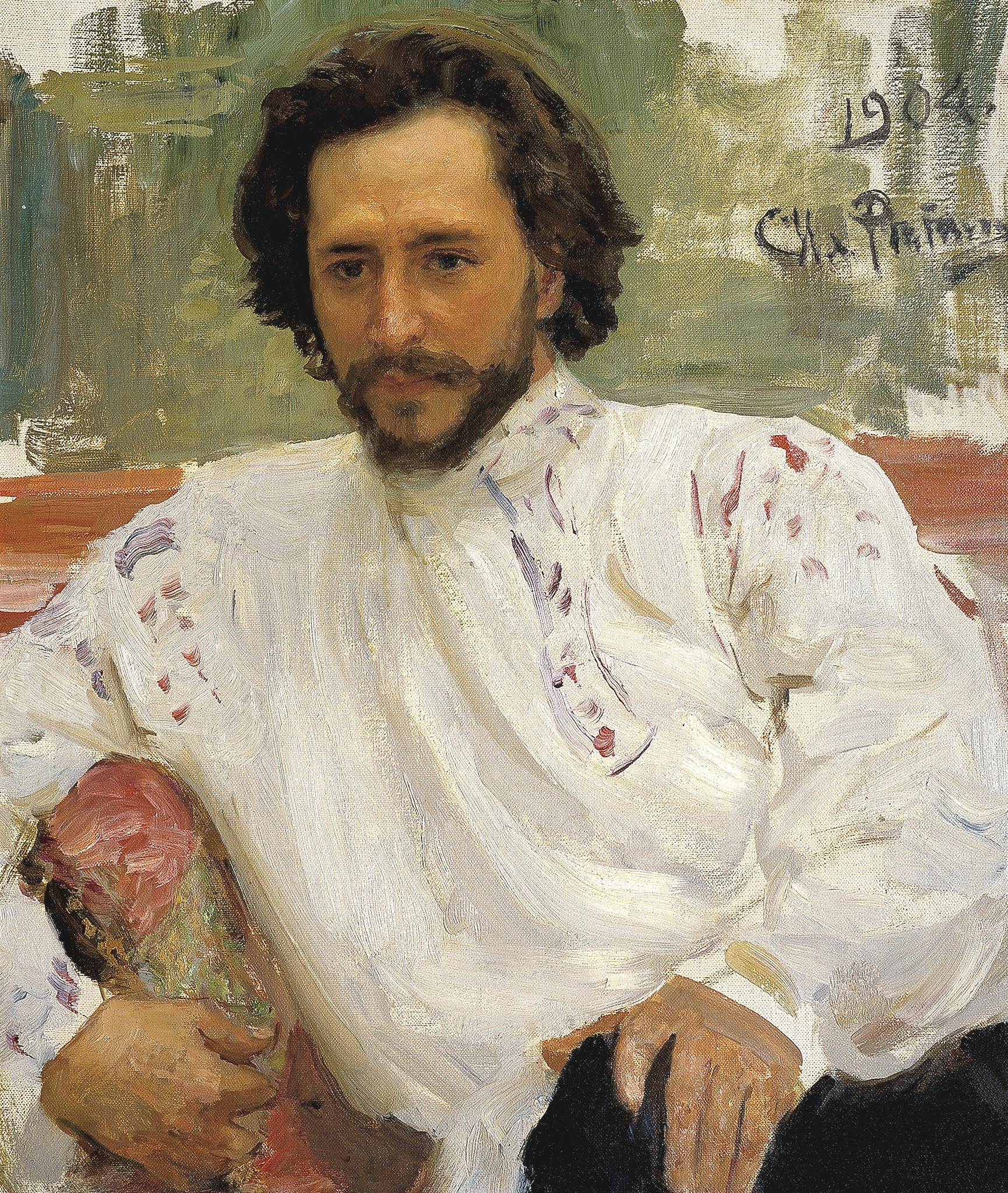
Ілля Рєпін. «Портрет Л. Андрєєва», 1904 р.
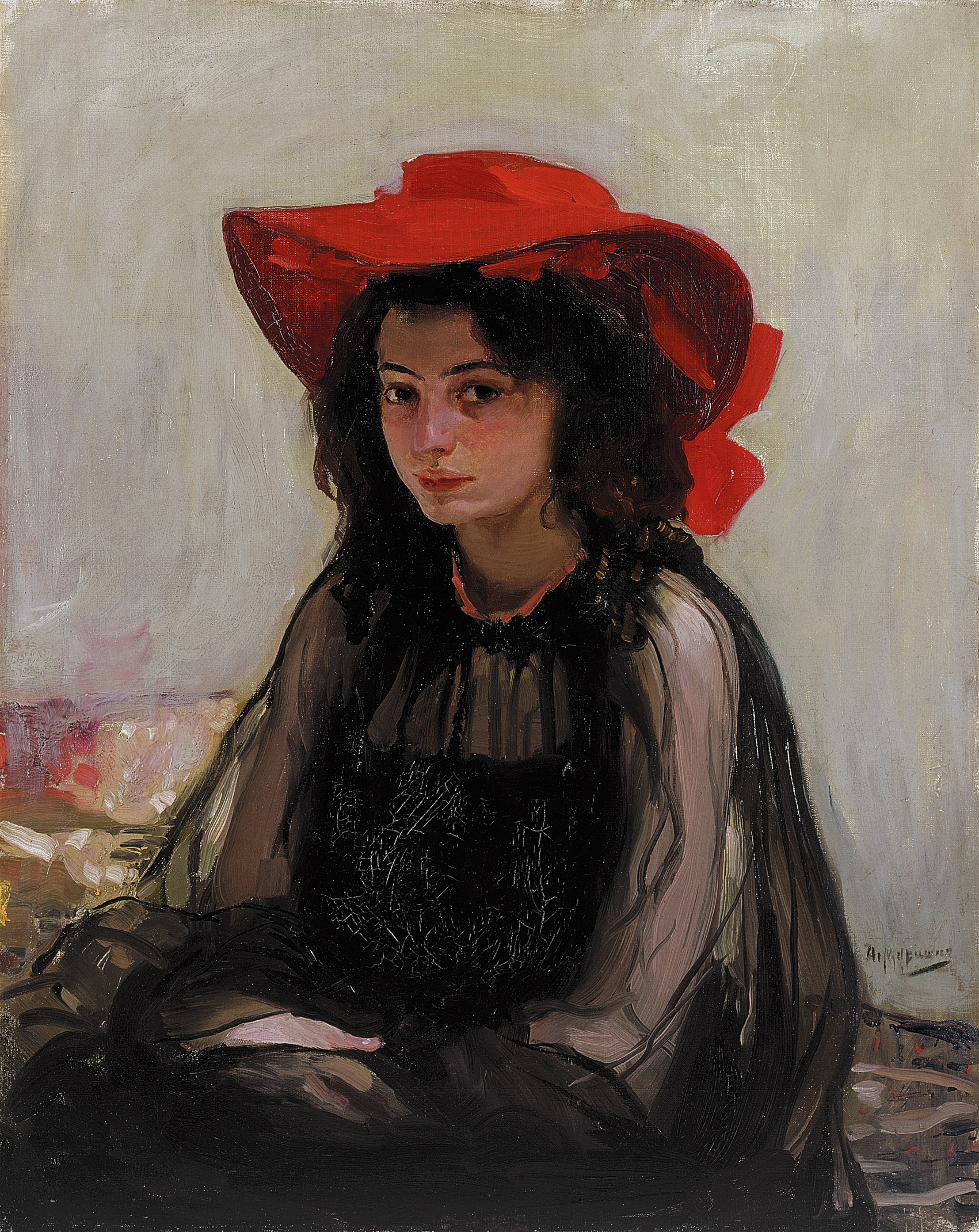
Мурашко Олександр Олександрович , «Дівчина в червонім капелюсі», 1903 р.
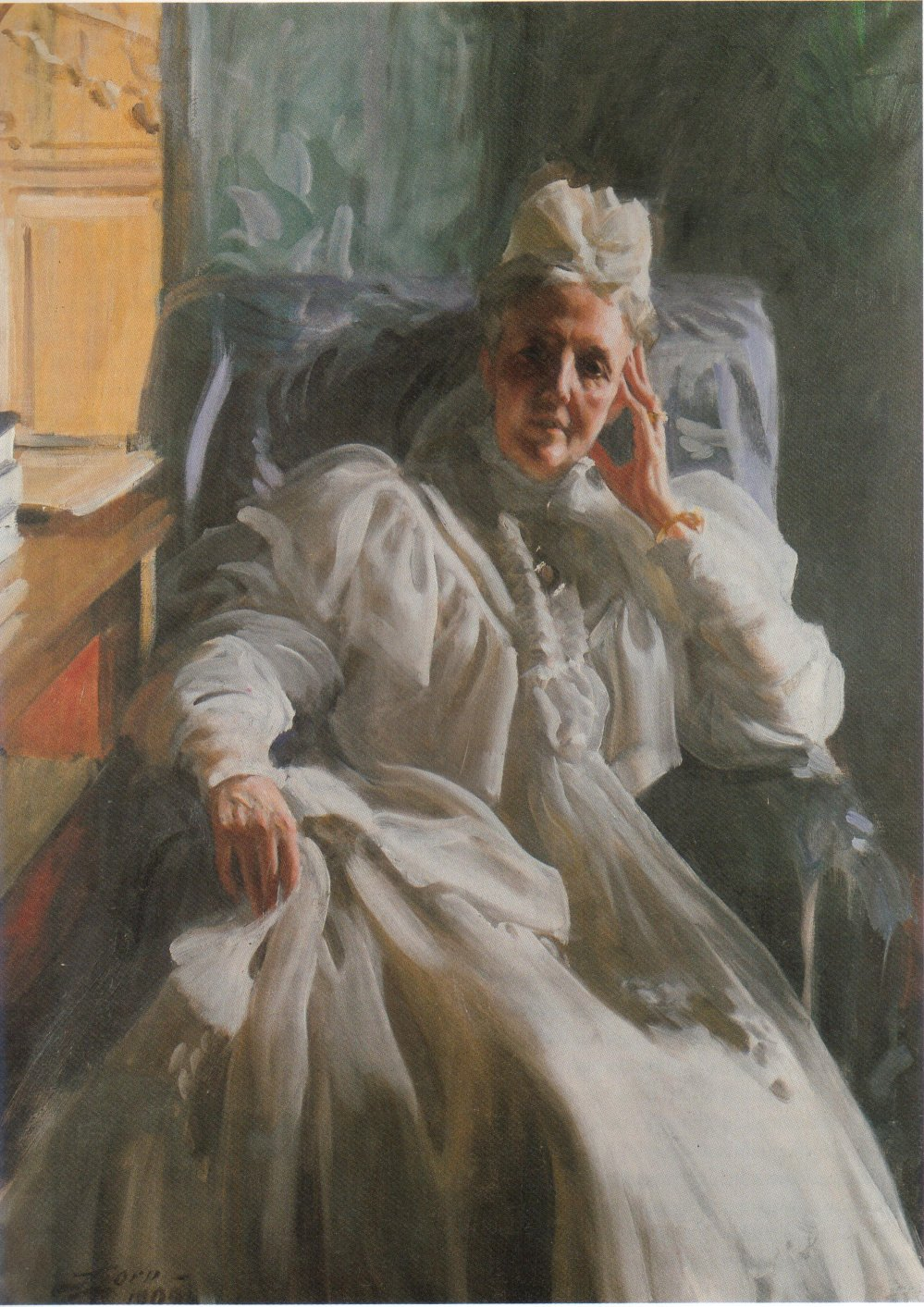
Андерс Цорн,«Портрет Софії Нассау», 1909 р.
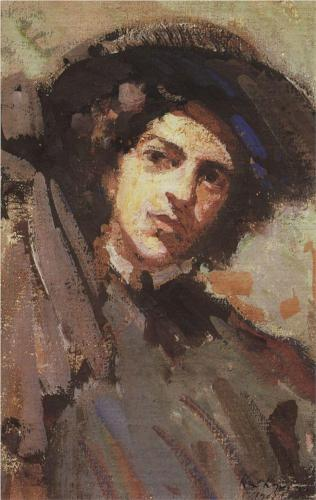
Костянтин Коровін, «Надія Комаровська», 1908 р.

## Опис твору
Згодом з Миколи Фешина виробився феноменальний портретист і віртуоз малювальник. Він робив портрети власних родичів під час візитів в рідний край. Тоді і з'ясувалось, що у митця надзвичайно точний зір, схожий на снайперський. Він швидко засвоїв манеру досить точного, майже академічного, відтворення на полотні обличчя моделі, тоді як одяг і оточення заміняв хаосом широких мазків. Темперамент Миколи Фешина переважав і художній темперамент Філіпа Малявіна, і Іллі Рєпіна. До того ж Фешин пізніше дивуватиме глядачів артистично створеними пейзажами, натюрмортами і портретами.
Всі найкращі властивості обдарування Миколи Фешина притаманні і ранньму портрету «Пані в бузковому». Реалістично і точно виписане обличчя молодої пані і її рука, тоді як модна сукня з рукавами-ліхтариками подана організованим хаосом широких мазків. Широкими мазками передано і тло портрета, в котрому відтворений ще негнучкий, дівочий характер.